# جورج إي. غرين
جورج إي. غرين (بالإنجليزية: George E. Green)‏ هو سياسي أمريكي، ولد في 30 أغسطس 1858، وتوفي في 16 يناير 1917. حزبياً، نشط في الحزب الجمهوري. وقد انتخب عضو مجلس ولاية نيويورك.